# 六角橋

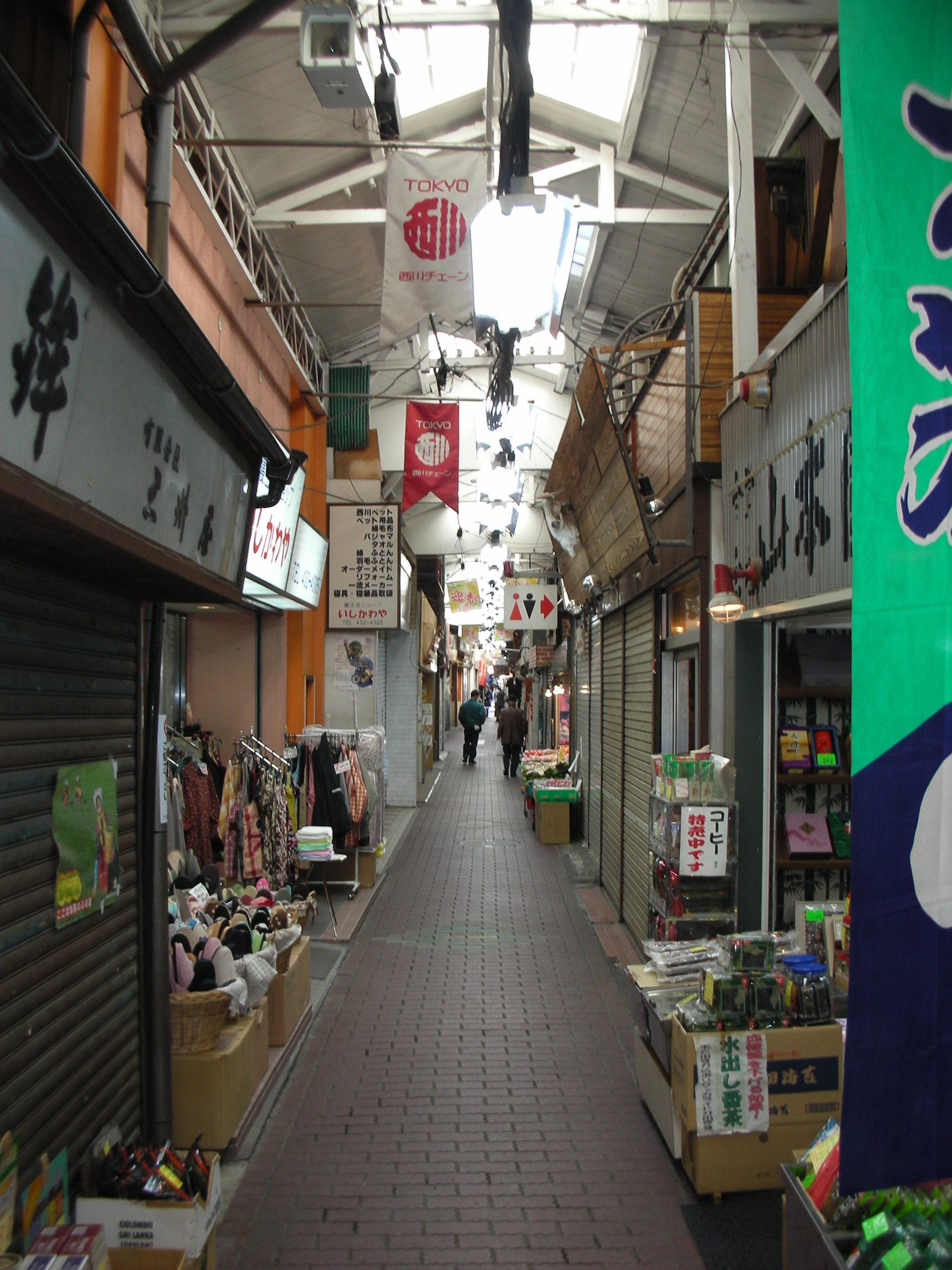
六角橋ふれあい通り商店街

六角橋（ろくかくばし、ろっかくばし）は、神奈川県横浜市神奈川区の町名である。六角橋一丁目から六角橋六丁目まである。住居表示実施済み区域。1965年7月1日に住居表示が実施されるまでは六角橋町（ろくかくばしちょう）であったが、それ以降は「ろくかくばし」が正式な読みがなとしている。
本項では当地にある「六角橋商店街」についても詳述する（後節参照）。

## 概要
ほぼ全域が住宅街である。大正期までは神大寺（かんだいじ）寄りの内陸部を中心に純農村の姿をとどめていたが、大正期の私鉄開通と関東大震災、太平洋戦争の空襲に因る市街地からの移住を契機に、多くの人が住むようになった。
かつての六角橋は、上町 (現在の六角橋五丁目)・北町および仲町 (現在の六角橋三〜四丁目の一部)・東町 (現在の六角橋一丁目の上麻生線寄り)・西町などの町名があったが、現在では区画整理によりかつての六角橋より広い地域を取り込んで、一〜六丁目に分類されている。かつての町名は、横浜市営バス停留場の名称や、杉山大神 (現在の六角橋二丁目にある、六角橋のかつての中心的存在の神社) の大祭での神輿奉納単位にその名残を留めるのみである。
特に昭和初期に横浜専門学校（現神奈川大学）が三丁目 (現大学本部など) および四丁目 (現グラウンド・図書館など) に移転してきて以来、学校周辺から駅周辺にかけて小規模商業施設が集積し、一丁目 (白楽および六角橋東町)・三丁目 (六角橋仲町・北町・西町) 近辺が学生街として賑うようになった。敷地全体の標高を最も低い校舎に合わせているため、四丁目のグラウンドとテニスコートはその周辺の住宅より約20mも低くなっている。
四丁目〜六丁目は主に住宅街である。四丁目13番には、私立白百合幼稚園があったが、学費が安い私立捜真幼稚園に入園者が流れてしまったこともあり、廃園になった。五丁目10番にある宝秀寺には、日本武尊が泊まったとされる「大伴久応の庵」の跡と「大伴久応之墳碑」がある。
古くからの住宅街且つ起伏に富んだ地形なので、大きな通りから1本入ると、坂や狭い道になる所が多い。狭い急坂を下ったら階段や行き止まりということもある。旧綱島街道 (昼間一方通行である) を含め、かなり大きな道でも一方通行の道もあるので、車を運転する人は注意する必要がある。
漫画家の望月三起也が住んでおり、かつては山本リンダ、矢沢永吉、岸惠子、作家の矢作俊彦、が住んでいた。ラジオ・ナビゲーターで作家のロバート・ハリスは幼少時、そして豪州からの帰国後も六角橋商店街の近くに住んでいることを公言している。近くの篠原台町には五木寛之の仕事場がある。浜田省吾は神奈川大学学生時代に下宿に住んでいた。

### 地名の由来

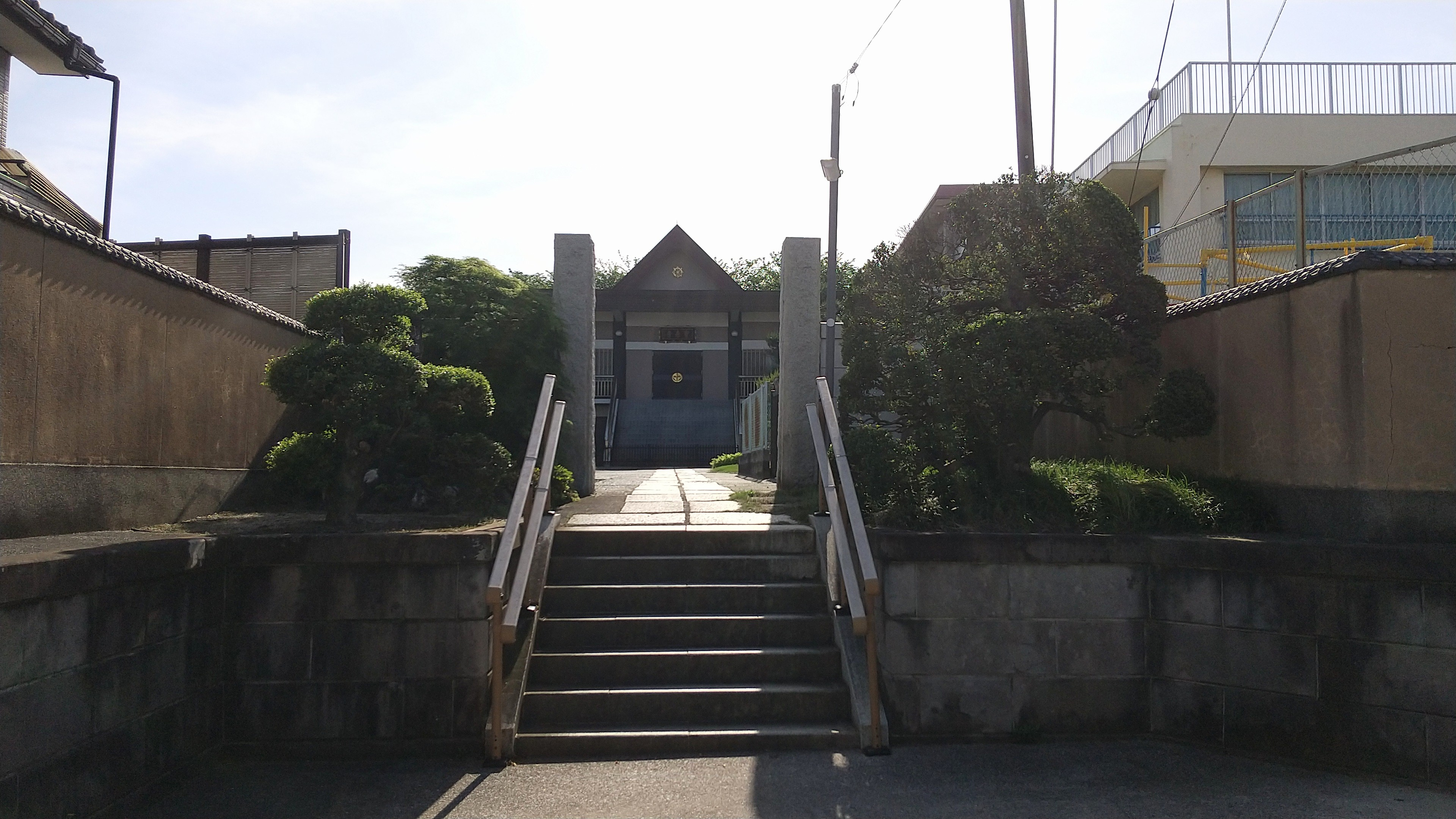
宝秀寺

- 町内にある宝秀寺の1695年の記録によると、日本武尊が東方へ赴く際に、この地を治めていた豪族、大伴久応（おおとものきゅうおう）という者の庵に泊った。翌朝、日本武尊が五位木（ごいぎ）という六角の木の箸で食事をし、この箸を久応に贈った。久応はこの箸に「天照大神・日本武尊」と書いて日夜拝んでいた。このことから、村名を「六角箸村」とし、後に「六角橋村」と改めたという。
- 昔、この地に架かっていた橋が六角形の材木で組まれていたので、そこから「六角橋」と名付けられた。という説もある。

## 歴史
- 15世紀 - 戦国武将太田道灌が小机城攻めの時に六角橋を通ったとされる。
- 江戸時代 - 「六角橋村」と称し、武蔵国橘樹郡に属する。小机領のうち。
- 1695年 - 宝秀寺に日本武尊に関する書物が残される。
- 1868年（慶応4年、明治元年）
  - 6月17日（旧暦） - 神奈川府が設置され、同府の所属となる。
  - 9月21日（旧暦） - 神奈川府が神奈川県と改称する。
- 1871年（明治4年）7月14日（旧暦） - 廃藩置県。引き続き神奈川県に所属。
- 1878年（明治11年） - 郡区町村編制法により「神奈川県橘樹郡六角橋村」が編制される。
- 1886年（明治19年）12月 - 神奈川県橘樹郡城郷村立岸根小学校の分教場として神橋小学校の前身が創設される。
- 1889年（明治22年） - 市町村制施行により横浜市が誕生。六角橋村は他8村と合併し「橘樹郡小机村大字六角橋」となる。
- 1902年（明治35年）2月5日 - 小机村が「城郷村」と改称。「橘樹郡城郷村大字六角橋」となる。
- 1920年（大正9年） - 神橋小学校の前身が城郷尋常高等小学校に統合される。
- 1926年（大正15年）2月14日 - 東急東横線、丸子多摩川〜神奈川間が開通する。（白楽駅の設置）

- 1927年（昭和2年）

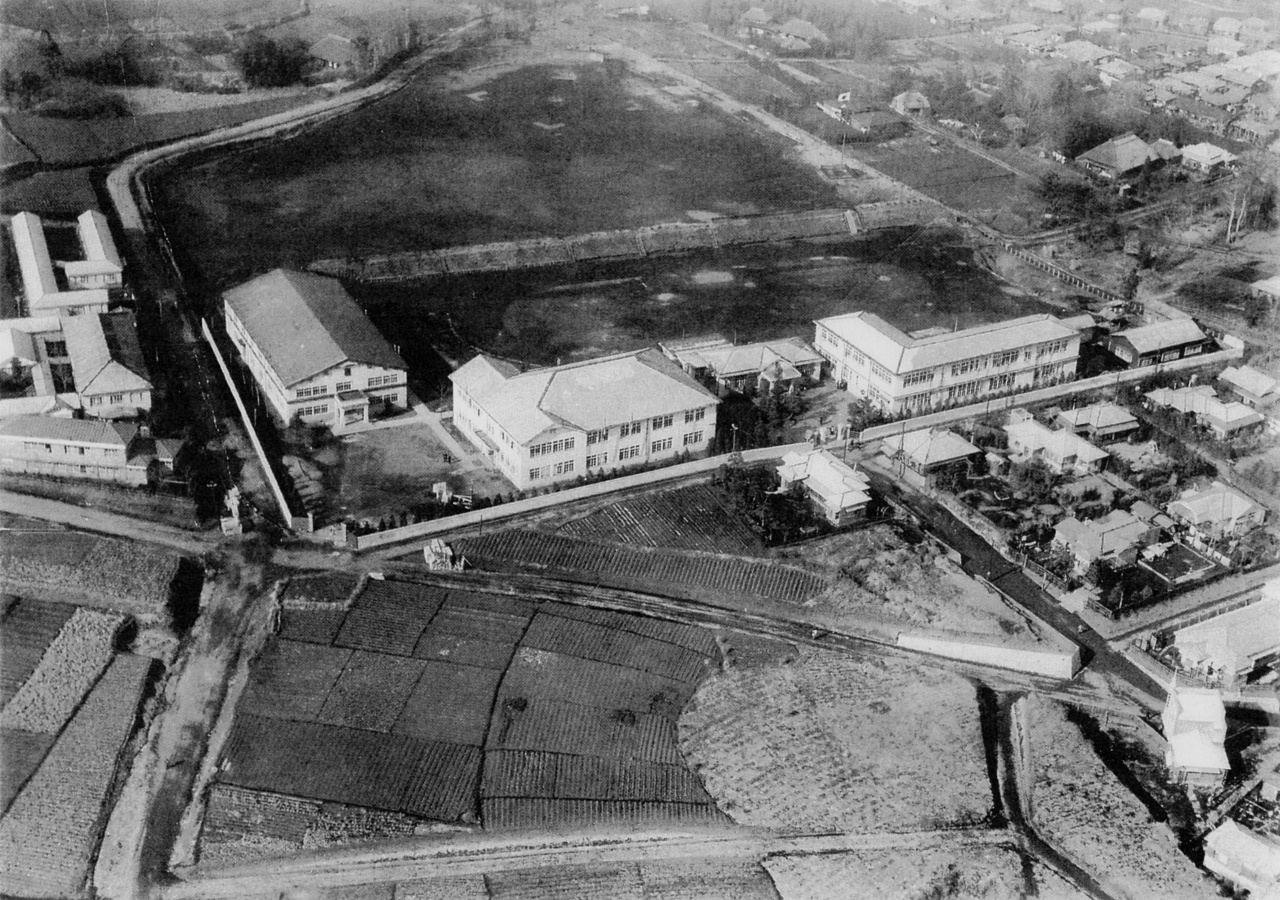
横浜専門学校（1937年）

  - 4月1日 - 横浜市に編入され「橘樹郡城郷村大字六角橋」から「横浜市六角橋町」となる[10]。
  - 城郷村が横浜市に編入され、横浜市立神橋小学校創立。（神大寺と六角橋の間なので神橋）
  - 10月1日 - 横浜市の区制施行により横浜市神奈川区六角橋町となる[11]。
- 1928年（昭和3年）12月28日 - 横浜市電六角橋線、東白楽〜六角橋間開通。
- 1930年（昭和5年） - 横浜専門学校（現：神奈川大学）が移転してくる。
- 1932年（昭和7年） - 神奈川町の廃止に伴い一部を六角橋町に編入、六角橋町の一部を新設された栗田谷、白楽、中丸に編入[12]。
- 1939年（昭和14年）4月1日 - 高等科を併設し、神橋尋常高等小学校となる。
- 1941年（昭和16年）4月1日 - 学制改革により、神橋国民学校となる。
- 1947年（昭和22年）
  - 4月1日 - 学校教育法により、横浜市立神橋小学校となる。
  - 5月1日 - 横浜市立六角橋中学校創立。
  - 5月5日 - 六角橋中学校が横浜市立神橋小学校の9教室を間借りして開校する。
- 1955年（昭和30年）10月15日 - 横浜市神奈川区神大寺町20番地に六角橋中学校の鉄筋コンクリート造3階建の校舎が完成。
- 1965年（昭和40年）
  - 7月1日 - 住居表示実施により、六角橋町を廃止し、「六角橋一丁目」 - 「六角橋六丁目」を新設[13]。
  - 住居表示実施の際に、横浜市立六角橋中学校の所在地が横浜市神奈川区神大寺町20番地から横浜市神奈川区六角橋五丁目33番1号となる。
- 1968年（昭和43年）8月31日 - 横浜市電六角橋線が廃止される。
- 1985年（昭和60年）3月14日 - 横浜市営地下鉄3号線が延伸。（岸根公園駅の設置）
- 2000年（平成12年）10月23日 - 住居表示の実施に伴い、斎藤分町の一部を六角橋二丁目、六角橋三丁目に編入、栗田谷の一部を六角橋四丁目に編入[14]。
- 2002年（平成14年）4月5日 - 市道片倉六角橋線の片倉地区改良。神大寺地区は事業中。
- 2008年（平成20年） - 市道片倉六角橋線の六角橋地区改良工事完了。

### 町名の変遷
| 実施後       | 実施年月日               | 実施前（各町名ともその一部）             |
| ------------ | ------------------------ | ---------------------------------------- |
| 六角橋一丁目 | 1965年（昭和40年）7月1日 | 六角橋町、西神奈川町（各一部）           |
| 六角橋二丁目 | 1965年（昭和40年）7月1日 | 六角橋町、西神奈川町、斎藤分町（各一部） |
| 六角橋三丁目 | 1965年（昭和40年）7月1日 | 六角橋町、斎藤分町（一部）               |
| 六角橋四丁目 | 1965年（昭和40年）7月1日 | 六角橋町、中丸、栗田谷（各一部）         |
| 六角橋五丁目 | 1965年（昭和40年）7月1日 | 六角橋町、神大寺町（各一部）             |
| 六角橋六丁目 | 1965年（昭和40年）7月1日 | 六角橋町、港北区岸根町（各一部）         |

## 地価
住宅地の地価は、2025年（令和7年）1月1日の公示地価によれば、六角橋3-15-17の地点で39万8000円/m²、六角橋5-23-4の地点で30万1000円/m²となっている。

## 六角橋商店街

### 概要
横浜橋通商店街・洪福寺松原商店街・大口通商店街と並び、戦前から続く市内有数の商店街である。旧綱島街道沿いに白楽駅と六角橋交差点を結ぶ約500mのメインストリートをはじめ、数多くの路地が網の目のように存在する。白楽駅を頂点とするゆるやかな坂道になっているため、白楽駅側を「上」、六角橋交差点側を「下」と呼ぶ地元住民も多い。昭和30年代の建物が多く残っており、しばしばテレビドラマの撮影などに使用される。

### 歴史
旧綱島街道は古くから小机 - 神奈川宿間の街道筋であり、付近の農村から農産物や生糸が横浜方面に運ばれるため、農家相手の商店が多くあった。戦後すぐにバラックが集まる闇市として発展し、現在の商店街の形となっていった。
かつては横浜市電六角橋線が横浜上麻生線上を走っており、多くの買い物客で賑っていた。終点は六角橋交差点付近で、現在の六角橋一丁目1番に切符売り場があった。六角橋二丁目の通り (横浜銀行の向かい) が車庫となっており、不自然に道幅が変わっているのは当時の車庫の名残である。
1969年11月11日午前二時半頃、商店街から出火し10棟13店が全半焼した。
横浜市営地下鉄ブルーラインの建設計画では、三ツ沢下町 - 岸根公園間をほぼ直線に結ぶルートで、六角橋三・四丁目付近の住宅街 (神奈川大学生協付近) 地下に駅を設置する案が有力視されていた。しかし現在の三ツ沢上町 - 片倉町廻りのルートに変更され、六角橋は通らなくなった。表向きは住宅街の直下を走ることによる騒音を懸念した住民への配慮であったが、実態は横浜駅・関内・みなとみらい方面へ買い物客が流出することを恐れた六角橋付近の商店街関係者による反対運動や付近を通る東急電鉄の横槍であったとの見方もある。
なお東急電鉄も1990年代の東横線ダイヤ改変時に、白楽駅に急行を停める案を地元に打診したが (現在でも神奈川大学の学生ほかの乗降により、他の急行停車駅程度の客数はある)、六角橋商店街の反対により見送られた。
2つあった映画館（白楽駅前「白鳥座」および六角橋商店街・上麻生線付近「紅座」）も1980年代になくなった。その後は全国的な商店街衰退の波に逆らえず、2店舗あったスーパーマーケットのうち「キヌヤスーパー」が撤退し、「ピーコックストア」のみとなった。六角橋商店街から外れるが2010年ころに上麻生線沿いにスーパーあおばが開店した。あおばは地元商店街との共存を図るため、駐車場を商店街買い物客に無料開放している。ピーコックストアは2016年末に撤退し、跡地にはまいばすけっととSTEP白楽スクールが存在している。

### 現状
約160の店が軒を連ねている。神奈川大学から白楽駅に至る旧綱島街道は車が通れる道路 (昼間一方通行) だが、商店街を訪れる人と学生の往来が激しいうえ道幅が狭く、路上駐車が多いため実質歩行者天国状態である。
旧綱島街道の西側に並行して、アーケードに覆われた「仲見世通り」がある。すれ違うのがやっとの通路の両側に、雑貨屋、総菜屋、肉屋、魚屋、八百屋、おもちゃ屋など、どこの商店街にもある定番の店から、今ではあまり見かけられなくなった乾物屋、金物屋、呉服屋、下駄屋、草履屋、骨董品屋などが所狭しと並んでいる。後継者不足で廃業が相次ぎ一時はシャッター街になりつつあったが、後述する催し物による集客や様々な取り組みにより2011年5月時点で空きテナント数は0となっている。積極的に『昭和の商店街』をアピールし、また新しくテナントとして入る店も懐古趣味を前面に押し出した店などがあるため、独特の雰囲気がある。ただし、古くからの商店は持ち家で営業している店が多いが、商家の高齢化や業種 (銭湯・食材店や飲食店など) によっては不採算も進み、また商店街でしばしば起こる火災などで営業を再開できない場合があるため、近隣地域同様2000年代以降は商店街中のマンションが増えてきている。

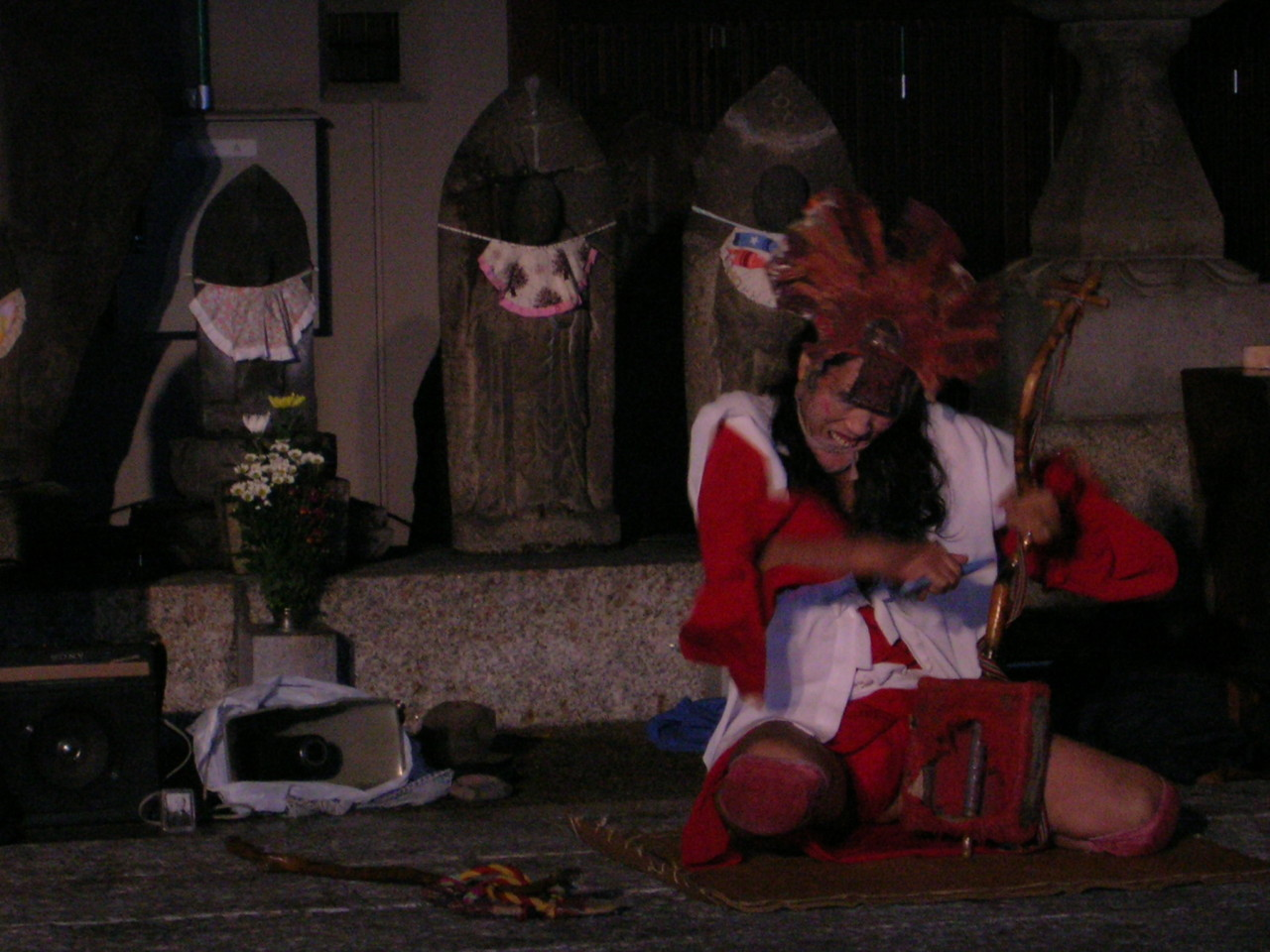
伝説の大道芸人ギリヤーク尼崎の「じょんがら一代」

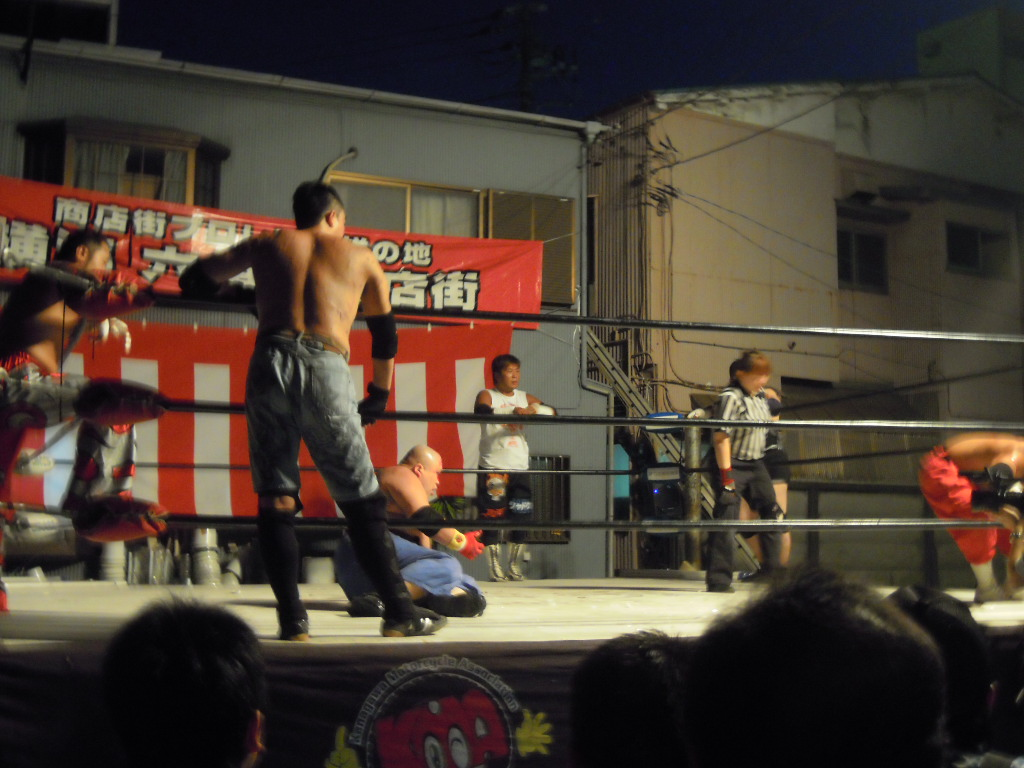
大日本プロレスによる商店街プロレス（2010年8月7日のドッキリヤミ市場にて）

春から秋の毎月第3土曜日の夜には「ドッキリヤミ市場」（ドッキリ闇市）が開催される。これは、地元の神奈川大学の学生と協力して開催しているもので、アジアのナイトマーケットをモデルとしており、閉店後の商店街を有効活用し、フリーマーケットや音楽ライブ・ダンス・大道芸といった様々なパフォーマンス、プロレス団体大日本プロレスによる商店街デスマッチなどが行われている。2014年10月18日には第100回目を迎えた。中でも伝説の大道芸人とされるギリヤーク尼ヶ崎は10年に渡って舞踊を披露している。他にも、毎月6日に「六の市」、春には「春のドッキリ市」、夏には「サマーセール」および「大道芸まつり」、秋には「秋のドッキリ市」および「ハロウィン」、冬には「クリスマスセール」というように年中様々なイベントが開催されている。
2005年の2月と3月に放火事件があり、2月の放火では、仲見世通りの約10分の1の店が被害を受けた。昭和30年代からの木造の建物が多いため、被害が大きくなった。この被害を受け、商店街の役員から商店街の大規模改修や移設などの案も出たが、小規模店ばかりの商店街なので負担が大きく、また後継者のいない店も多いため、話が進まないのが現状である。これ以後所轄の消防署員と、地元の消防団、商店街の三者で見回りを行っている。2011年8月には、六角橋交差点寄りの店舗が火元とみられる火災が発生。周囲にも延焼し17棟が焼失した。
商店街でただ一つ残った「ピーコックストア」が2008年5月末から改装工事に入り、一時は商店街にスーパーマーケットが1つも無いという事態になったが、2009年11月に再オープンした。2011年12月には複合商業施設「ビックライズ六角橋」として、食品館あおばを中心にハックドラッグ、サイゼリヤ、更に歯科および皮膚科の病院も開設され、商店街との共用駐車場も約200台分新設された。高齢化などにより廃業した店舗を賃貸として新しい経営者に貸すことにより、シャッター通りとなるのを防いでいる。

## 世帯数と人口
2025年（令和7年）6月30日現在（横浜市発表）の世帯数と人口は以下の通りである。
| 丁目         | 世帯数    | 人口     |
| ------------ | --------- | -------- |
| 六角橋一丁目 | 1,436世帯 | 2,052人  |
| 六角橋二丁目 | 1,569世帯 | 2,456人  |
| 六角橋三丁目 | 806世帯   | 1,286人  |
| 六角橋四丁目 | 1,202世帯 | 2,062人  |
| 六角橋五丁目 | 1,416世帯 | 2,840人  |
| 六角橋六丁目 | 2,084世帯 | 3,544人  |
| 計           | 8,513世帯 | 14,240人 |

### 人口の変遷
国勢調査による人口の推移。
| 年                 | 人口   |
| ------------------ | ------ |
| 1995年（平成7年）  | 14,576 |
| 2000年（平成12年） | 14,619 |
| 2005年（平成17年） | 14,456 |
| 2010年（平成22年） | 14,416 |
| 2015年（平成27年） | 14,590 |
| 2020年（令和2年）  | 14,820 |

### 世帯数の変遷
国勢調査による世帯数の推移。
| 年                 | 世帯数 |
| ------------------ | ------ |
| 1995年（平成7年）  | 7,163  |
| 2000年（平成12年） | 7,629  |
| 2005年（平成17年） | 7,883  |
| 2010年（平成22年） | 8,199  |
| 2015年（平成27年） | 8,368  |
| 2020年（令和2年）  | 8,712  |

## 学区
市立小・中学校に通う場合、学区は以下の通りとなる（2024年11月時点）。
| 丁目         | 番地    | 小学校               | 中学校               |
| ------------ | ------- | -------------------- | -------------------- |
| 六角橋一丁目 | 全域    | 横浜市立神橋小学校   | 横浜市立六角橋中学校 |
| 六角橋二丁目 | 全域    | 横浜市立神橋小学校   | 横浜市立六角橋中学校 |
| 六角橋三丁目 | 全域    | 横浜市立斎藤分小学校 | 横浜市立六角橋中学校 |
| 六角橋四丁目 | 4〜24番 | 横浜市立斎藤分小学校 | 横浜市立六角橋中学校 |
| 六角橋四丁目 | 1〜3番  | 横浜市立神橋小学校   | 横浜市立六角橋中学校 |
| 六角橋五丁目 | 全域    | 横浜市立神橋小学校   | 横浜市立六角橋中学校 |
| 六角橋六丁目 | 全域    | 横浜市立神橋小学校   | 横浜市立六角橋中学校 |

## 事業所
2021年（令和3年）現在の経済センサス調査による事業所数と従業員数は以下の通りである。
| 丁目         | 事業所数  | 従業員数 |
| ------------ | --------- | -------- |
| 六角橋一丁目 | 201事業所 | 1,324人  |
| 六角橋二丁目 | 119事業所 | 641人    |
| 六角橋三丁目 | 47事業所  | 1,729人  |
| 六角橋四丁目 | 22事業所  | 333人    |
| 六角橋五丁目 | 36事業所  | 303人    |
| 六角橋六丁目 | 89事業所  | 464人    |
| 計           | 514事業所 | 4,794人  |

### 事業者数の変遷
経済センサスによる事業所数の推移。
| 年                 | 事業者数 |
| ------------------ | -------- |
| 2016年（平成28年） | 609      |
| 2021年（令和3年）  | 514      |

### 従業員数の変遷
経済センサスによる従業員数の推移。
| 年                 | 従業員数 |
| ------------------ | -------- |
| 2016年（平成28年） | 5,554    |
| 2021年（令和3年）  | 4,794    |

## 施設
- 六角橋一丁目
  - 六角橋商店街
    - 日本基督教団六角橋教会
    - 横浜信用金庫六角橋支店
    - SKIP六角橋店
      - 食品館あおば六角橋店
      - ハックドラッグ六角橋店

    - 六角橋郵便局
    - 白楽駅（住所では白楽に属する）
    - 静岡銀行白楽支店（住所では白楽に属する）
    - 新羽屋　落語「御神酒徳利」にも登場する神奈川宿の旅籠

  - 公共施設
    - 神奈川警察署六角橋交番
- 六角橋二丁目
  - 六角橋商店街
    - かながわ信用金庫六角橋支店
    - 業務スーパー六角橋店（住所では西神奈川に属する）

  - 神奈川銀行六角橋支店
  - 横浜市立神橋小学校
  - 香蘭幼稚園
  - 杉山大神
- 六角橋三丁目
  - 神奈川大学横浜キャンパス
- 六角橋四丁目
  - 神奈川大学横浜キャンパス
- 六角橋五丁目
  - 横浜市立六角橋中学校
  - あおぞら保育園
  - 宝秀寺
    - 月影幼稚園
- 六角橋六丁目
  - 横浜市営六角橋プール
  - 六角橋北郵便局
  - 神奈川県警察交通安全センター
    - 交通展示館
    - 交通公園

  - スーパートップ岸根店
- 西神奈川
  - 公共施設
    - 横浜市営バス「六角橋」停留所

  - 銀行
    - 横浜銀行六角橋店

  - 西神奈川商店街
  - skyアトリエ

## 隣接する町
神奈川区神大寺一丁目、神大寺四丁目、斎藤分町、中丸、栗田谷、白楽、西神奈川三丁目、港北区篠原西町、岸根町、篠原町

## 交通
最寄り駅は、東急東横線 白楽駅・東白楽駅、市営地下鉄ブルーライン 岸根公園駅。地域内に横浜市営バスが運行されている。

## その他

### 日本郵便
- 郵便番号 : 221-0802[3]（集配局：神奈川郵便局[35]）

### 警察
町内の警察の管轄区域は以下の通りである。
| 丁目         | 番・番地等 | 警察署       | 交番・駐在所 |
| ------------ | ---------- | ------------ | ------------ |
| 六角橋一丁目 | 全域       | 神奈川警察署 | 六角橋交番   |
| 六角橋二丁目 | 全域       | 神奈川警察署 | 六角橋交番   |
| 六角橋三丁目 | 全域       | 神奈川警察署 | 六角橋交番   |
| 六角橋四丁目 | 全域       | 神奈川警察署 | 六角橋交番   |
| 六角橋五丁目 | 全域       | 神奈川警察署 | 六角橋交番   |
| 六角橋六丁目 | 全域       | 神奈川警察署 | 六角橋交番   |